# Puracytheridea
Puracytheridea is een geslacht van uitgestorven kreeftachtigen uit de klasse van de Ostracoda (mosselkreeftjes).

## Soorten
- Puracytheridea bosquetiana (Jones & Hinde, 1890) Babinot & Colin, 1983 †
- Puracytheridea crassa (Damotte, 1971) Colin & Damotte, 1985 †
- Puracytheridea posterospinosa (Babinot, 1980) Babinot & Colin, 1983 †